# Valeria (telenovela argentina)
Valeria es una telenovela argentina del año 1987 protagonizada por Mayra Alejandra y Juan Vitali. Contó con la producción de Raúl Lecouna y los libros de Ligia Lezama. En Argentina se emitió por el Canal 11.

## Argumento
El día de su primera comunión Valeria presencia el crimen de su padre y la violación de su madre a quien cree muerta. Al quedar huérfana y pobre (el autor de los crímenes la despojó de todas las tierras que ella iba a heredar), un amigo de su padre la lleva a su casa donde se cría hasta los veintitrés años. Antes de morir este le confiesa que aquel maldito día de la emboscada su madre no murió pero está desaparecida. A partir de esa revelación, Valeria tiene una idea fija: encontrar a su madre. Con ese fin abandona su tierra natal, Venezuela, y empieza un largo y doloroso viaje hasta llegar a Buenos Aires. Ahí, en medio de mil dificultades, conoce y se enamora de Luis Javier. Pero lo que la joven no sabe es que éste es nada más y nada menos que el hijo del asesino de su padre.

## Elenco
- Mayra Alejandra - Valeria
- Juan Vitali - Luis Javier
- Rodolfo Machado - Leonardo
- María Vaner - Liliana
- Elvia Andreoli - Deborah
- Edgardo Moreira - Rogelio
- Silvia Cichello - Puny
- Maurice Jouvet - Leoncio
- Eloísa Cañizares - Babú
- Horacio Nicolai - Honorio (#1)[nota 1]
- Jorge D'Elía - Honorio (#2)
- Boris Rubaja - Julián
- Nelly Panizza
- Stella Maris Medrano - Marilia
- Pedro López Lagar Jr - David
- Jean Pierre Noher - Ricardo
- Luz Kerz - Mariucha
- Nya Quesada - Roberta
- Fabián Pizzorno - Alberto
- Roxana Randón
- Patricia Moreno - Melania
- Floria Bloise